# Sanad Ali
Sanad Ali (Arabic:سند علي) (sinh ngày 13 tháng 11 năm 1988) là một cầu thủ bóng đá người Các Tiểu vương quốc Ả Rập Thống nhất. Hiện tại anh thi đấu cho Al Dhafra.